# Alberto di Jorio
Alberto di Jorio (né le 18 juillet 1884 à Rome, capitale de l'Italie, et mort le 5 septembre 1979 à Rome) est un cardinal italien de l'Église catholique du XXe siècle, créé par le pape Jean XXIII.

## Biographie
Alberto di Jorio est professeur au séminaire de Pérouse et fait du travail dans le diocèse de Rome. Il exerce diverses fonctions au sein de la Curie romaine, notamment à la Chambre apostolique et au Collège des cardinaux. Il est secrétaire du conclave de 1958, lors duquel Jean XXIII est élu et est nommé régent du Collège des cardinaux.
Le pape Jean XXIII le crée cardinal  lors du consistoire du 15 décembre 1958. Le cardinal di Jorio est directeur du secrétariat administratif pour la préparation du concile Vatican II. Il est pro-président de la commission pontificale pour l'État de la Cité du Vatican de 1961 à 1968, charge qu'il cumule avec la présidence de l'Institut pour les œuvres de religion, la banque du Vatican qu'il dirige depuis sa création en 1942. En 1962, il est élu archevêque titulaire de Castra Nova. 
Il participe au conclave de 1963, lors duquel Paul VI est élu et assiste au concile Vatican II en 1962-1965. À sa mort en 1979, il est le cardinal le plus ancien du Sacré collège.